# リュシエンヌ・ド・ロシュフォール
リュシエンヌ・ド・ロシュフォール（Lucienne de Rochefort、1088年 - 1137年5月6日以降）は、フランス王ルイ6世が即位以前に結婚した初婚の妻。1104年から1107年までフランス王太子妃であった。 

## 生涯
リュシエンヌ・ド・ロシュフォールは、フランス貴族の譜代の名家であったモンレリ家出身のフランス王家のセネシャル、ロシュフォール伯ギー1世（ギー2世・ド・モンレリ）と2人目の妻、エリザベート・ド・クレシーの娘として生まれた。 
1104年、リュシエンヌはフランス王フィリップ1世の長男、王太子ルイと結婚した。夫ルイからは「リュシアナ（Luciana）」と愛称を付けられ、呼ばれていた。これはフランス王家のセネシャルであった父ギー1世による、王家とモンレリ家の間の関係を強化するために組まれた縁組であった。しかし、リュシエンヌは結婚して3年経過してもルイとの間に子供がいなかった。ルイ6世に敬意を表し当時の記録を残した王室顧問サン＝ドニ修道院長シュジェールによれば、結婚した当初リュシエンヌがまだ10歳程の未成熟な年齢であり、結婚して以来2人の間に夫婦生活はなく、不完全な結婚であったとされる。 
ルイが即位する前年の1107年5月23日、リュシエンヌとの血族関係を理由とし、トロワ評議会にて教皇パスカル1世が婚姻の無効を宣言した。離婚理由は憶測の域を出ないが、一説には、フィリップ1世の2人目の王妃でルイ6世の継母ベルトラード・ド・モンフォールが自分が産んだ王子フィリップ・ド・マントを次期フランス王に望んでいたため、ルイの弱体化を図っていたとされている。もう一説によれば、リュシエンヌの父ロシュフォール伯ギー1世と対立していた親族ガルランド家が王太子ルイの権威弱体化を目論んだ謀略ともされる。
いずれにせよ、リュシエンヌの父ロシュフォール伯ギー1世及び彼の実家モンレリ家は双方次期フランス王にルイの異母弟フィリップを推しており、リュシエンヌの従兄にあたるモンレリ領主ギー2世の一人娘で女子相続人のエリザベートを娶らせていた。実家が敵対勢力であるリュシエンヌを妃としたままではルイ王太子が政争で廃される可能性が高かった。ルイ王太子とリュシエンヌの婚姻無効が成立すると、リュシエンヌの父ギー1世と兄クレシー領主ユーグは同盟を破棄されたとしてルイに反逆を起こした。 
王太子に反逆したリュシエンヌの父と兄は、結果的にフランス王となったルイ6世に鎮圧された。以降、ロシュフォール家は没落し、兄ユーグは俗世を棄て、修道士となるしか生きる道がなくなりクリュニー修道院に隠棲した。その際、リュシエンヌはユーグからクレシー領を相続している。　
後にリュシエンヌはボジュー領主ギシャール3世（1138年没）と再婚した。リュシエンヌは1137年5月6日までは生存していた記録が残っている。 

## 子女
リュシエンヌは2番目の夫ギシャール3世との間に以下の8子に恵まれた。 
- ギシャール
- ゴーティエ - ボジューの律修司祭
- ボードゥアン - ボジュー領主 [7]、早世。
- エティエンヌ?
- アリックス
- マリー
- シビーユ - リヨンおよびフォレ伯ギーニュ1世と結婚[7]
- アンベール3世（1120ごろ - 1192年）[8] - ボジュー領主。サヴォイア伯アメデーオ3世の娘アリーチェ（エリサ）と結婚した。